# Pseudonortonia arida
Pseudonortonia arida är en stekelart som beskrevs av Giordani Soika 1987. Pseudonortonia arida ingår i släktet Pseudonortonia och familjen Eumenidae. Inga underarter finns listade i Catalogue of Life.